# Stazione di San Stino di Livenza
La stazione di San Stino di Livenza è una stazione ferroviaria di superficie di tipo passante, della linea ferroviaria Venezia - Trieste, lungo il tronco che porta da Venezia Mestre a Trieste Centrale, tra le fermate di Ceggia e Lison.

## Storia
La stazione venne aperta all'esercizio il 17 giugno 1886, il giorno in cui venne aperto il tratto ferroviario che collegava San Donà di Piave a Portogruaro, provenendo da Venezia.

## Strutture e impianti
La stazione, gestita da RFI, è dotata di due binari di corsa più un terzo di servizio per l'accoglienza dei treni merci destinati alle vicine industrie. Sono presenti inoltre 3 binari di scalo.
Nel 1956 venne messo in opera un Apparato Centrale Elettrico a leve individuali a 20 leve con Blocco Elettrico Manuale. Nel 1974 venne effettuato il raddoppio della linea con conseguente adeguamento degli apparati.
Nel 1995 il Passaggio a livello al chilometro 46+890 venne soppresso con un sottopassaggio.
Nel 1999 venne soppresso il Blocco Elettrico Manuale, che venne sostituito con il Blocco Elettrico conta-assi.
Il 27 giugno 2015 venne sostituito l'ACE con un moderno Apparato Centrale Elettrico a Itinerari (venne anche spostato di sede l'Ufficio Movimento, dove un tempo era situato il magazzino merci), vennero sostituiti i vecchi segnali a Relè Schermo con moderni a LED, inoltre venne spostato il deviatoio allora situato davanti al fabbricato viaggiatori con uno poco dopo del ponte sul fiume Livenza.

## Movimento
La stazione è servita da treni regionali svolti da Trenitalia nell'ambito del contratto di servizio stipulato con le Regioni interessate.

## Interscambi
- Fermata autobus ATVO

## Servizi
La stazione dispone dei seguenti servizi:
- Biglietteria automatica
- Bar
- Sala d'attesa